# Leon IV. Hazar
Leon IV. Hazar ili Lav IV. Hazar (grč. Λέων Δ΄ ὁ Χάζαρος, Leōn IV ho Khazaros) (25. siječnja 749. – 8. rujna 780.), bizantski car od 775. do svoje smrti, 780. godine, član izaurijske dinastije.

## Životopis
Rodio se u carskoj obitelji od oca Konstantina V. Kopronima i majke Tzitzak (Irena Hazarska). Nasljedio je oca 775. godine. Sljedeće je godine uz pristanak vojske i Senata proglasio suvladarom svoga petogodišnjeg sina, Konstantina, čime je zaobišao svog polubrata Nikefora koji se potom pobunio protiv njega, ali pobuna je bila ugušena, a urotnici prognani.
Godine 776. dao je azil izgnanom bugarskom kanu Telerigu u Carigradu i oženio ga rođakinjom svoje supruge Irene. Od 777. godine do kraja svoje vladavine upustio se u rat protiv Arapa.
Leon je oženio atenjanku Irenu koja je štovala svete slike te je imala pozitivno mišljenje o samostancima. U skladu s obiteljskom predajom, Lav IV. nije bio pobornik štovanja svetih slika, ali ih nije ni napadao. Nakon smrti ikonoklastičkog patrijarha Niceta, Lav IV. je poduzeo sve da na njegovo mjesto dođe Pavao IV. Nakon njegove smrti postao je vlada njegov desetogodišnji sin Konstantin VI. Tako je upravu zapravo preuzela majka Irena. Vojska je i dalje ostala vjerna kipoborstvu zbog zasluga Konstantina V., djeda maloljetnog cara.

### Članci
- Tadin, Marin. 1984. Bizantinski ikonoklazam ili kipoborstvo (730—843. god.). Crkva u svijetu. Sveučilište u Splitu - Katolički bogoslovni fakultet. Split. 19 (4): 391–405

## Vanjske poveznice
- Leo IV - Britannica Online (engl.)

| Leon IV. Hazar Isaurijska dinastijaRođ. 25. siječnja 750. Umr. 8. rujna 780. |                                              |                           |
| Vladarske titule                                                             |                                              |                           |
| prethodnik Konstantin V. Kopronim                                            | bizantski car 14. rujna 775. – 8. rujna 780. | nasljednik Konstantin VI. |